# Region Bissau

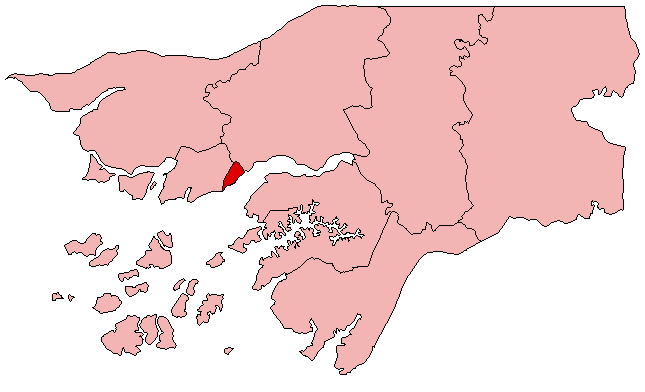
Region Bissau

Bissau (port. Sector Autónomo de Bissau) - jeden z dziewięciu regionów w Gwinei Bissau, położony w środkowej części kraju. Region obejmuje stołeczne miasto Bissau oraz jego najbliższą okolicę. 
Region zajmuje powierzchnię 77 km² i jest zamieszkany przez 322 392 osób. 